# Trissodon laevigatus
Trissodon laevigatus är en skalbaggsart som beskrevs av Hermann Burmeister 1847. Trissodon laevigatus ingår i släktet Trissodon och familjen Dynastidae. Inga underarter finns listade i Catalogue of Life.